# Bâtiment de l'aéro-club à Belgrade
Le bâtiment de l'aéro-club (en serbe cyrillique : Зграда Аеро клуба ; en serbe latin : Zgrada Aero kluba) est situé à Belgrade, la capitale de la Serbie, dans la municipalité urbaine de Stari grad. Construit entre 1934 et 1935, il est inscrit sur la liste des biens culturels de la ville de Belgrade.

## Présentation

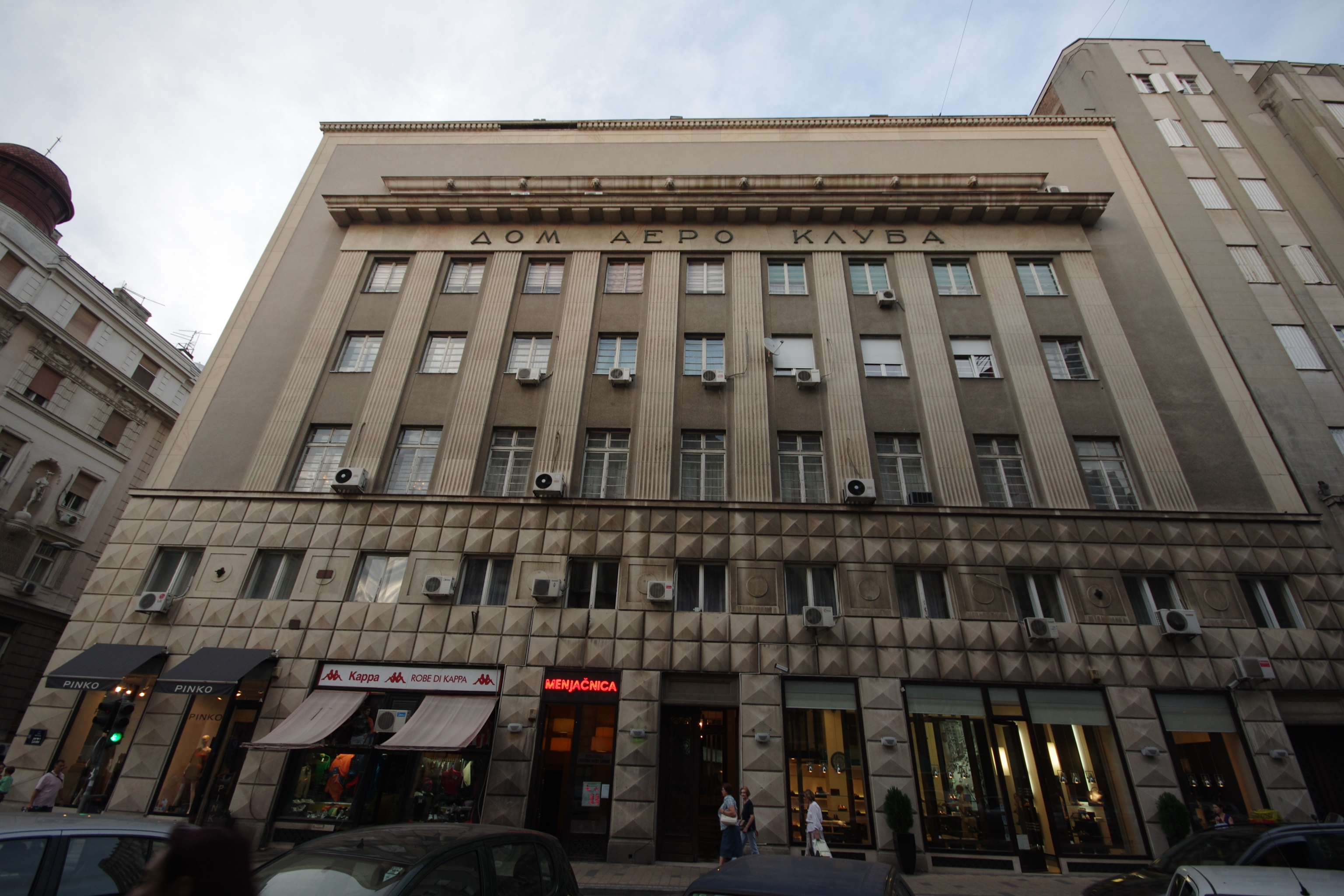
Autre vue du bâtiment

Le bâtiment de l'aéro-club, situé 4 rue Uzun Mirkova et 36 rue Kralja Petra, a été construit entre 1934 et 1935 pour accueillir l'institution nationale d'aviation du royaume de Yougoslavie. Il a été conçu dans un style moderniste par l'architecte Vojin Simonović, l'un des architectes serbes les plus importants de l'entre-deux-guerres. L'immeuble est situé à l'angle de deux rues et est caractéristique du style art déco.
Les façades, élevées, sont au départ conçues selon les règles de l'académisme ; en revanche, au-dessus du rez-de-chaussée la modernisation du style académique se lit dans la stylisation de l'ensemble et par de nouveaux éléments introduits dans le vocabulaire architectural. Les façades latérales, sans ornement, sont rythmées par un système alternant les pilastres et les ouvertures ; l'ensemble est également rythmé par une alternance des matériaux utilisés, notamment la pierre artificielle.
L'entrée du bâtiment est constituée de halls circulaires et ovales, avec un escalier en spirale orné de balustrades en fer forgé ; il est éclairé par un vitrail représentant Dedale et Icare, commandé à Vasa Pomorišac.
Aujourd'hui, le bâtiment abrite le legs du peintre Petar Dobrović.